# 필가차

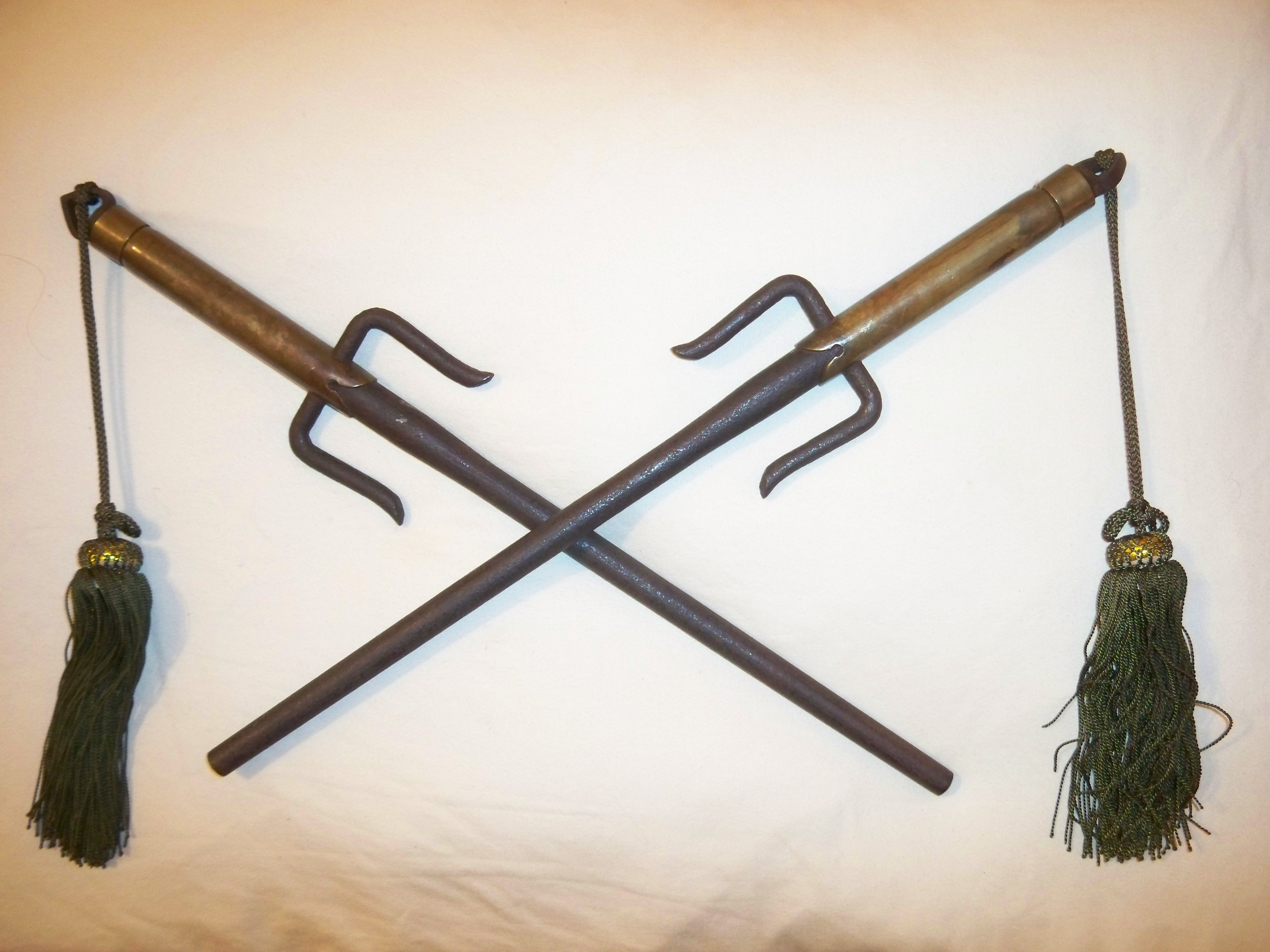

필가차(筆架叉)는 중국의 무기의 일종으로, 세 갈래로 갈라져 있는 철제 둔기이다. 류큐국의 전통무기 사이(釵)와 비슷하게 생겼으며, 대만 원주민이 사용한 철치(鐵齒)와도 유사하다. 이 세 무기 중 어느 쪽이 원조인지는 확실하지 않다. 철봉의 가지수만 2갈래로 다른 일본의 십수와도 사용법이 유사하다.
중앙의 철봉을 차심, 좌우의 가지를 어수차라고 한다.

## 같이 보기
- 삼지창

## 참고 자료
- 시노다 고이치. 《무기와 방어구 중국편》. 들녘. 372쪽 ~ 373쪽. ISBN 8975271919.